# Anthony Harvey
Anthony Harvey (3 de junio de 1930 - 23 de noviembre de 2017) fue un cineasta británico que comenzó su carrera como actor adolescente, fue editor de cine en la década de 1950 y comenzó a dirigir a mediados de la década de 1960. 
La carrera de Harvey también es notable por su trabajo recurrente con varios actores y directores principales, incluidos Terry-Thomas, Peter Sellers, Katharine Hepburn, Peter O'Toole, Richard Attenborough, Liv Ullmann, Sam Waterston, Nick Nolte, Anthony Asquith, Bryan Forbes y Stanley Kubrick.

## Biografía

### Inicios
Harvey nació en Londres en 1930, pero su padre murió cuando era joven y fue criado y tomó su nombre de su padrastro, actor y escritor Morris Harvey. Comenzó su carrera en la pantalla como actor cuando era adolescente e hizo su primera aparición en el cine interpretando a Ptolomeo, el hermano menor de Cleopatra (interpretado por Vivien Leigh, un conocido de su padrastro) en la versión cinematográfica de George Bernard Shaw, César y Cleopatra (1945).

### Como director de cine
Harvey fue contratado como editor asistente por los hermanos Boulting  (Roy Boulting y John Boulting). Pronto se encontró con una gran demanda, y luego editó una secuencia de películas británicas en la década de 1950 y principios de 1960, desarrollando una fructífera relación de trabajo con varios directores importantes del período, incluidos Anthony Asquith, Roy y John Boulting, Bryan Forbes, Martin Ritt y el director estadounidense con sede en el Reino Unido Stanley Kubrick.

## Premios y reconocimientos
Premios Óscar
| Año  | Categoría       | Película            | Resultado |
| ---- | --------------- | ------------------- | --------- |
| 1969 | Mejor dirección | El león en invierno | Nominado  |

- Nominado, mejor director - Globos de Oro (El león en invierno)
- Ganador, Mejor Director - Gremio de Directores de América (El león en invierno)
- Nominado, Mejor Director-Película de TV - Gremio de Directores de América (The Glass Menagerie)
- Nominado, León de Oro - Festival de Cine de Venecia (holandés )
- Nominado, Golden Lion - Festival de cine de Venecia (Cosas de Richard )
- Nominado, Mejor Director-Película de TV - Gremio de Directores de América (La historia de Patricia Neal)
- Nominado, Golden Hugo (Mejor película) - Festival Internacional de Cine de Chicago (Grace Quigley)